# Cortinarius laetissimus
Cortinarius laetissimus är en svampart som beskrevs av Rob. Henry 1957. Cortinarius laetissimus ingår i släktet Cortinarius och familjen spindlingar.  Arten är reproducerande i Sverige. Inga underarter finns listade i Catalogue of Life.